# Benaocaz
Benaocaz este un municipiu în provincia Cádiz, Andaluzia, Spania cu o populație de 668 locuitori.
{{ciot-ge
o-Andaluzia}}
1. ↑  Nomenclátor Geográfico de Municipios y Entidades de Población (20240402 edition)